# Trgovište
Trgovište (cirill betűkkel Трговиште) az azonos nevű község székhelye Szerbiában, a Pcsinyai körzetben.

## Népesség
- 1948-ban 820 lakosa volt.
- 1953-ban 840 lakosa volt.
- 1961-ben 921 lakosa volt.
- 1971-ben 972 lakosa volt.
- 1981-ben 1 401 lakosa volt.
- 1991-ben 1 787 lakosa volt
- 2002-ben 1 864 lakosa volt, melyből 1 826 szerb (97,96%), 13 macedón, 3 albán, 2 bolgár, 1 jugoszláv, 1 montenegrói, 3 ismeretlen.

## A községhez tartozó települések
- Babina Poljana (Trgovište),
- Barbace,
- Vladovce,
- Goločevac,
- Gornovac,
- Gornja Trnica,
- Gornji Kozji Dol,
- Gornji Stajevac,
- Dejance,
- Donja Trnica,
- Donji Kozji Dol,
- Donji Stajevac,
- Dumbija,
- Đerekarce,
- Zladovce,
- Kalovo,
- Lesnica (Trgovište),
- Mala Reka (Trgovište),
- Margance (Trgovište),
- Mezdraja
- Novi Glog,
- Novo Selo (Trgovište),
- Petrovac (Trgovište),
- Prolesje,
- Radovnica,
- Rajčevce,
- Surlica,
- Crveni Grad,
- Crna Reka (Trgovište),
- Crnovce,
- Šajince,
- Šaprance,
- Široka Planina,
- Šumata Trnica